# تال الواد
تال الواد یک منطقهٔ مسکونی در عراق است که در استان کرکوک واقع شده‌است.